# Heliconia lanata
Heliconia lanata là một loài thực vật có hoa trong họ Heliconiaceae. Loài này được (P.S.Green) W.J.Kress mô tả khoa học đầu tiên năm 1990.